# Beats Electronics
Beats Electronics LLC, nota anche come Beats by Dr. Dre, Beats Audio o più semplicemente Beats, è una linea di cuffie e casse audio statunitense. È parte del gruppo Apple ed è sponsorizzata dal rapper Dr. Dre e dall'amministratore delegato della casa discografica Interscope-Geffen-A&M Jimmy Iovine.
I prodotti Beats by Dr. Dre sono stati prodotti e distribuiti fin dal 2009 dalla società Monster Cable Products. Beats Electronics non ha rinnovato il contratto quinquennale con Monster Cable, terminato a fine 2012. Da allora i prodotti sono fabbricati e distribuiti direttamente dalla società, privi del logo Monster e con una nuova confezione.
L'8 maggio 2014, il Financial Times ha riportato che Apple Inc. era in trattative con Beats Electronics per acquistare le società Beats Music e Beats Electronics (che produce i popolari auricolari, cuffie Beats e software audio). Apple ha acquisito entrambe le società per 3 miliardi di dollari, considerando approssimativamente 2,6 miliardi di dollari e 400 milioni di dollari che saranno versati negli anni seguenti.
Il 28 maggio 2014 Apple comunica ufficialmente di aver acquisito Beats per 2,6 miliardi di dollari e che conseguentemente a questa operazione Jimmy Iovine e Dr. Dre entrano a far parte dell'azienda di Cupertino.

## Prodotti

### Cuffie e casse audio
Il marchio fu lanciato nel 2008 con un paio di cuffie audio, ora conosciute come il modello Studio. Più avanti, la linea di prodotti fu ampliata in modo da includere diversi modelli di cuffie e auricolari, diversi modelli di auricolari in-ear e le casse Beatbox.

### Altri prodotti
- FCA ha firmato, negli USA, un accordo con Beats Electronics per vendere automobili con casse marchiate "Beats Audio". Da marzo 2014 sia negli USA che nel mercato europeo è disponibile la Beats Edition della Fiat 500L con audio premium rispetto al modello standard.
- HP ha siglato un accordo con Beats Electronics  per vendere computer marchiati "Beats Audio".
- Chrysler ha installato delle casse audio marchiate Beats nella Chrysler 300S. Nel Consumer Electronics Show del 2012 Chrysler ha annunciato che la Dodge Charger avrà delle casse Beats[1].
- HTC Corporation (comproprietaria con il 50,1% di Beats Electronics, LLC) ha instaurato una partnership per produrre smartphone con altoparlanti, auricolari e equalizzazione Beats Audio (alcuni esempi sono l'HTC Sensation XE with Beats Audio, HTC Sensation XL, HTC One X, HTC One S, HTC One SV, HTC One, HTC Desire 500)
- Il 28 maggio 2014 Apple ha acquisito Beats per 3,2 miliardi di dollari. L'acquisizione più grande da parte di Apple dopo NeXT, l'azienda fondata da Steve Jobs, nel 1996.